# Kenia Carcaces
Kenia Carcaces Opón est une joueuse de volley-ball cubaine née le 22 janvier 1986 à Holguín. Elle mesure 1,89 m et joue au poste de réceptionneuse-attaquante. Elle totalise 85 sélections en équipe de Cuba.

## Clubs
| Club                  | De        | À         |
| --------------------- | --------- | --------- |
| Holguín               |           | 2004-2005 |
| Hisamitsu Springs     | 2005-2006 | 2005-2006 |
| Ciudad de La Habana   | 2006-2007 | 2010-2011 |
| VBC Voléro Zurich     | 2013-2014 | 2013-2014 |
| Osasco Voleibol Clube | 2014-2015 | 2015-2016 |
| VBC Voléro Zurich     | 2016-2017 | 2016-2017 |
| Ageo Medics           | 2017-2018 | 2017-2018 |
| VBC Casalmaggiore     | 2018-2019 | 2019-2020 |
| Perugia Volley        | 2020-2021 | …         |

## Palmarès

### Équipe nationale
- Grand Prix Mondial
  - Finaliste : 2008.
- Coupe panaméricaine
  - Vainqueur : 2007.
- Jeux Panaméricains
  - Vainqueur : 2007.
  - Finaliste : 2011.
- Championnat d'Amérique du Nord
  - Vainqueur : 2007.
- Jeux d'Amérique centrale et des Caraïbes
  - Finaliste: 2006.

### Clubs
- V Première Ligue
  - Finaliste : 2006.
- Tournoi de Kurowashiki
  - Vainqueur : 2006.
- Coupe de Suisse
  - Vainqueur: 2014, 2017.
- Championnat de Suisse
  - Vainqueur : 2014, 2017.
- Championnat sud-américain des clubs
  - Finaliste : 2015.
- Championnat du Brésil
  - Finaliste : 2015.
- Supercoupe de Suisse
  - Vainqueur : 2016.

### Distinctions individuelles
- Coupe panaméricaine de volley-ball féminin 2010: Meilleure marqueuse.
- Championnat du monde des clubs de volley-ball féminin 2013: Meilleures réceptionneuses-attaquantes.
- Championnat du monde des clubs de volley-ball féminin 2014 : 2e meilleure réceptionneuse-attaquante[2].
- Championnat sud-américain des clubs de volley-ball féminin 2015: MVP[3].